# Bothrops asper
La serpiente terciopelo (Bothrops asper) es una especie de serpiente crotalina venenosa que se encuentra en el sur de Norteamérica, América Central y el norte de Sudamérica. Se halla en un amplio rango de hábitats desde el nivel del mar hasta tierras altas, a menudo cerca de asentamientos humanos, con excepción de bosques muy secos. Es una especie grande y nerviosa, y es la principal responsable de incidentes por mordeduras de serpiente dentro de su zona de distribución. No se reconocen subespecies actualmente. l

## Descripción
Bothrops asper es una de las especies de serpientes con mayor dimorfismo sexual. Las serpientes de ambos sexos nacen con el mismo tamaño, pero entre los 7 a 12 meses de edad las hembras comienzan a crecer más rápidamente que los machos. En general, los adultos miden entre 140-180 cm. Los machos nunca alcanzan más de 195 cm de longitud, mientras que las hembras tienen un tamaño promedio de 185 cm, con una longitud máxima confirmada de 250 cm. Las hembras tienen cuerpos gruesos y las más grandes pueden pesar hasta 6 kg, aunque se han informado ejemplares de mayor peso. La cabeza de las hembras es dos o tres veces más grande que la de los machos en proporción a su tamaño, y sus colmillos también son proporcionalmente más grandes (típicamente 2,5 cm).
El patrón de color se asemeja al de Bothrops atrox: rayas diagonales y diamantes de varios tonos de marrón. La parte inferior de la cabeza es amarillo pálido. Las serpientes recién nacidas son de color más brillante y los machos juveniles tienen la punta de la cola amarilla.
A cada lado de la cabeza tiene una foseta loreal ubicada entre el ojo y el hocico, que sirve para detectar presas que emiten radiación térmica. La foseta loreal es una característica compartida con las demás víboras de foseta.

## Nombres comunes
Algunos de los nombres comunes de esta serpiente son:
cascabel, terciopelo (Costa Rica, Nicaragua),
barba amarilla (Honduras, Guatemala),
nauyaca, del nahuatl nahui-yacatl "nauhyacatl" o cuatro narices y mahuaquite (México y el resto de la región mesoamericana),
Ik’bolay en el idioma maya Q'eqchi' (Guatemala),
yellow-jaw tommygoff (Belice),
talla equis, equis, mapaná o cuatro narices (Colombia),
equis (Panamá, Ecuador), y guayacán, macagua o mapanare (Venezuela).

## Distribución geográfica
Se encuentra en las tierras bajas del Atlántico del este de México y América Central, incluyendo Guatemala, Belice, Honduras, Nicaragua, Costa Rica y Panamá. Existe una población aislada en el sureste de Chiapas (México) y el suroeste de Guatemala. En el norte de Sudamérica se encuentra en Colombia, Ecuador y Venezuela.
La localidad tipo dado es "Obispo", en el Istmo de Darién (Panamá).
Bothrops asper es una especie que vive principalmente en tierras bajas. En América Central se encuentra desde el nivel del mar hasta una altitud de 1200-1300 m s.n.m. En América del Sur, al parecer, su ocurrencia altitudional varía considerablemente e incluye zonas más elevadas: hasta 2500 m s.n.m. en Venezuela, y hasta los 2640 m s.n.m. en todo Colombia (Lancini, 1979).
De acuerdo con Campbell y Lamar (2004), su área de distribución en Ecuador se extiende hasta la costa del Pacífico en provincia de El Oro, la zona de Vilcabamba y el valle del río Catamayo (Lascano Freire y Kuch, 1994 Schätti, y Kramer, 1993). Hay también algunos registros en la costa norte de Perú en la región de Tumbes. También es conocida en la isla Gorgona en Colombia.
B. asper ocurre a lo largo de los valles interandinos de Colombia, la llanura costera del Caribe por el centro norte de Venezuela del Orinoco, hacia el este hasta el Delta Amacuro.
Es la única especie de Bothrops que existe en la isla de Trinidad, aunque la situación es complicada debido a la proximidad de Trinidad y la Delta del Orinoco, que puede resultar en especiación simpátrica de B. atrox.

## Hábitat
Se encuentran en un rango de hábitats diferentes. El hábitat natural es principalmente conformado de bosque húmedo tropical y bosque perenne, aunque ocurre también en zonas más secas con bosque tropical caducifolio, bosque espinoso y sabana de pinos cerca de lagos, ríos y arroyos.

## Comportamiento

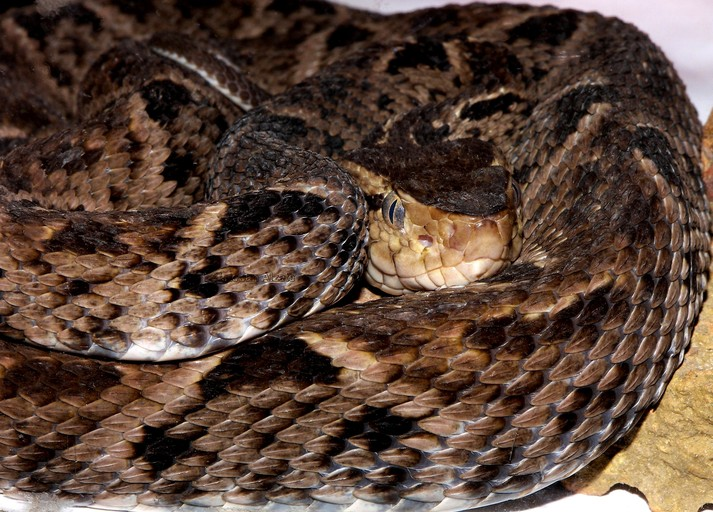
B. asper.

Esta especie es principalmente nocturna, escondiéndose en la hojarasca o entre raíces de árboles durante el día. Los ejemplares juveniles son a menudo semiarbóreos e incluso los adultos se encuentran a veces en arbustos y árboles bajos.
En comparación con la "barba amarilla" (B. atrox), estas serpientes han sido descritas como más excitables e impredecibles cuando son molestadas. Pueden moverse con mucha rapidez y por lo general optan por huir del peligro, pero son capaces de repentinamente invertir de dirección para defenderse vigorosamente. Cuando están acorralados y plenamente alertas, los especímenes adultos deben ser considerados muy peligrosos.
Su dieta incluye roedores, anfibios y pequeños reptiles. Se ha observado canibalismo en esta especie, pero otros tipos de ofiofagia son muy poco comunes.

## Reproducción
En general, los machos dejan de comer durante un tiempo después del comienzo del ciclo reproductivo, mientras que las hembras dejan de comer a los pocos meses de embarazo. El apareamiento ocurre en diferentes momentos del año y en diferentes áreas. La gestación dura normalmente entre 180 y 240 días, y las serpientes nacen vivos. La camada media es de unos 30 crías, pero se han informado camadas de hasta 100 crías. Los recién nacidos usan la punta de su cola para atraer a presas.

## Veneno
Esta especie es responsable de una parte importante de las mordeduras de serpientes dentro de su área de distribución. Junto a la víbora de cascabel (Crotalus tzabcan) es la principal causa de mordeduras de serpiente en Yucatán (México). En Costa Rica es considerada la serpiente con mayor cantidad de mordeduras y el 30 % de todos los casos hospitalizados. Antes de 1947 la tasa de mortalidad era del 7 %, pero desde entonces se ha reducido a casi 0 % (Bolaños, 1984).
En los departamentos colombianos de Antioquia y Chocó causa un 50-70 % de todas las mordeduras de serpientes, con una tasa de secuelas de 6 % y una tasa de mortalidad de 5 % (Otero et al., 1992).
En el estado de Lara (Venezuela) es responsable del 78 % de todos los envenenamientos y de todas las muertes por mordedura de serpiente (Dao-L., 1971).
Una de las razones porque tantas personas son mordidas por esta especie es su asociación con las habitaciones humanas donde viven sus presas comunes (ratas, ratones, lagartos). Por lo tanto, muchas de las mordeduras ocurren en el interior de las casas (Sasa & Vázquez, 2003).
Esta especie es fácilmente irritable y tiene la reputación de ser rápida y agresiva. Es considerada como más excitable e impredecible que la Bothrops atrox. Su gran tamaño y su hábito de levantar la parte superior de su cuerpo puede dar lugar a mordeduras arriba de las rodillas. También se les ha observado expulsar veneno a una distancia de al menos 1.8 m en chorros delgados desde la punta de sus colmillos.(Mole, 1924)

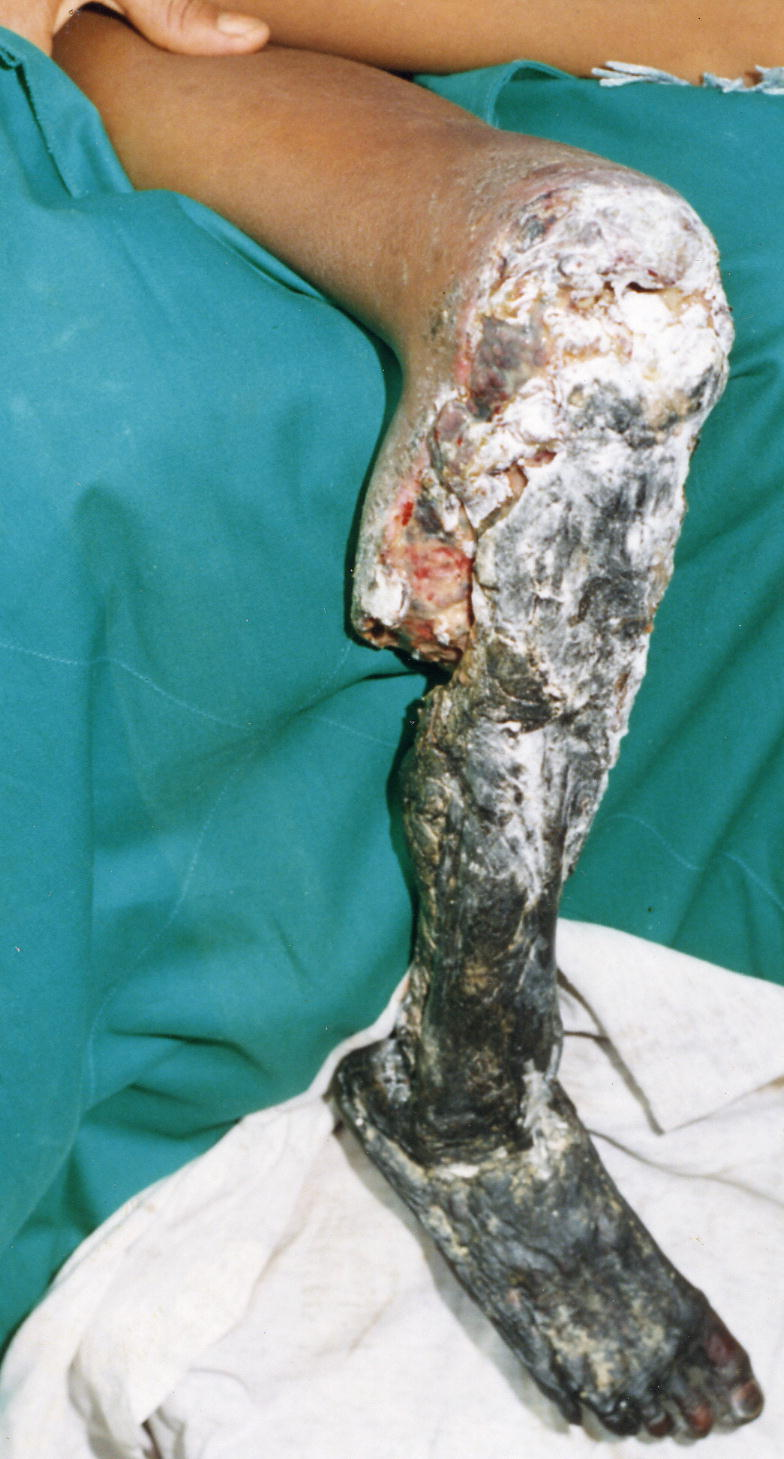
Necrosis severa tras envenenamiento por B. asper – La necrosis resultó en gangrena y el equipo médico debió amputar la pierna sobre la rodilla. La víctima fue un niño de 11 años, mordido dos semanas atrás en Ecuador, pero que solo había sido tratado con antibióticos

Los síntomas de mordedura incluyen dolor, supuración de las heridas punzantes, inflamación local que puede aumentar durante 36 horas, moretones que se extienden desde el lugar de la mordedura, ampollas, entumecimiento, fiebre leve, dolor de cabeza, sangrado de la nariz y las encías, hemoptisis, hemorragia gastrointestinal, hematuria, hipotensión, náuseas, vómitos, alteración de la conciencia y sensibilidad del bazo. En los casos no tratados, con frecuencia se produce necrosis local que puede producir gangrena y por tanto requerir la amputación.
En 12 casos mortales la causa de la muerte fue septicemia (5), hemorragia intracraneal (3), Insuficiencia renal aguda con hiperpotasemia y acidosis metabólica (2) y choque hemorrágico (1). Venenos de especímenes de B. asper neonatos son más hemorrágicos y letales, mientras que los de adultos son más hemolíticos e inducen acción mionecrótica más fuerte.
La producción de veneno (peso seco) promedio los 458 mg, con un máximo de 1530 mg (Bolaños, 1984) y una dosis letal media (LD50) en ratones de 2.844 mg/kg IP.
Se ha sugerido que la venenosa mordedura de la B. asper fue uno de los factores en la elección de ciertos lugares como asentamientos mayas, tales como Nim Li Punit, Bélice, donde la espesa jungla habitada por estas serpientes pudo usarse como una barrera defensiva.
El veneno de la B. asper es tan potente que zarigüeyas didélfidas (esto es, zarigüeyas como la de Virginia), que son normalmente inmunes al veneno de víboras y serpientes de cascabel, pueden morir tras ser mordidos por esta serpiente. Esto parece ocurrir especialmente si la zarigüeya no ha acabado de madurar (y por tanto el veneno está más concentrado por gramo). En efecto, se ha sugerido el veneno extremadamente potente de la B. asper evolucionó como parte de una carrera armamentista evolutiva entre estas serpientes y la zarigüeyas didélfidas, como una adaptación defensiva para evitar la depredación por parte las zarigüeyas, una adaptación que le permitió a las serpientes predar zarigüeyas grandes, o ambas.

## Taxonomía
Esta especie se consideraba anteriormente como una subespecie de Bothrops atrox (barba amarilla) y a menudo sigue siendo confundida con ella.